# Francisco (Indiana)
Francisco es un pueblo ubicado en el condado de Gibson en el estado estadounidense de Indiana. En el Censo de 2010 tenía una población de 469 habitantes y una densidad poblacional de 362,89 personas por km².

## Geografía
Francisco se encuentra ubicado en las coordenadas 38°20′1″N 87°26′51″O / 38.33361, -87.44750. Según la Oficina del Censo de los Estados Unidos, Francisco tiene una superficie total de 1.29 km², de la cual 1.28 km² corresponden a tierra firme y (0.8%) 0.01 km² es agua.

## Demografía
Según el censo de 2010, había 469 personas residiendo en Francisco. La densidad de población era de 362,89 hab./km². De los 469 habitantes, Francisco estaba compuesto por el 97.01% blancos, el 0.21% eran afroamericanos, el 0.21% eran amerindios, el 0.21% eran asiáticos, el 0% eran isleños del Pacífico, el 0% eran de otras razas y el 2.35% pertenecían a dos o más razas. Del total de la población el 0.85% eran hispanos o latinos de cualquier raza.